# AptX
디지털 오디오 데이터 압축 기술에서 aptX(과거 명칭: apt-X)는 퀄컴이 소유한 사유 오디오 코덱 압축 알고리즘의 한 계열이다.

## 역사
오리지널 aptX 알고리즘은 1980년대에 Stephen Smyth 박사에 의해 퀸스 대학교 벨파스트 스쿨 오브 일렉트로닉스, 일렉트리컬 엔지니어링, 컴퓨터 과학 부문에서 자신의 박사(Ph.D) 연구의 일부로서 개발되었다. 설계는 음향심리학적 청각 마스킹 기법이 없는 시간 영역 ADPCM 원칙에 기반을 둔다.
aptX 오디오 코딩은 라디오 쇼에서 자동 플레이아웃을 위해(예를 들어 디스크 자키의 업무를 대체하기 위해) 컴퓨터 하드 디스크 드라이브에 CD 품질의 오디오를 저장할 수단이 필요했던 브로드캐스트 자동화 장비 제조업체에 처음 채택된 파트 이름 APTX100ED의 커스텀 프로그래밍된 DSP 집적 회로인 반도체 제품의 하나로서 상용 시장에 처음 도입되었다.
이 기업은 1988년 경 솔리드 스테이트 로직에 인수되었으며 1989년 경 칼튼 커뮤니케이션스의 일부가 되었다. 1990년대 초에 ISDN 라인을 통해 오디오를 전송하기 위해(디즈니 등의 기업들이 유럽에서 완성된 더빙을 검사하기 위해) APT의 코덱들이 사용되었다. 1999년 12월 23일에 칼튼 커뮤니케이션스는 솔리드 스테이트 로직을 3i에 판매하였다. 2005년 당시 솔리드 스테이트 로직은 운영 설계 부문에서 APT를 판매하였다.
실시간 오디오 데이터 압축을 위한 aptX 알고리즘의 범위는 지적 재산과 더불어 확장되었으며 프로페셔널 오디오, 텔레비전, 라디오 방송, 전자제품, 특히 무선 오디오, 게이밍과 비디오를 위한 낮은 레이턴시의 무선 오디오, 오디오 오버 IP 부문에서 소프트웨어, 펌웨어, 프로그래머블 하드웨어의 형태로 이용이 가능해지게 되었다. 게다가 aptX 코덱은 단파장 무선 개인 통신망 표준인 블루투스의 A2DP를 위해 블루투스 SIG가 의무화한 손실형 스테레오/모노 오디오 스트리밍의 서브밴드 코딩인 SBC의 대안으로 도입되었다. aptX는 고성능 블루투스 주변기기에서 지원된다.
오늘날 표준 aptX와 E-aptX(Enhanced aptX)는 수많은 방소오 장비 메이커들의 ISDN와 IP 오디오 코덱 하드웨어에 사용되며 여기에는 APT WorldCast Systems, Tieline Technology, AVT, 해리스 코퍼레이션, BW 브로드캐스트, Digigram, MAYAH, Prodys, Qbit이 포함된다. 최대 8:1 압축을 제공하는 aptX 라이브 형태의 aptX 계열은 2007년 도입되었다. 손실이지만 스케일링이 가능하고 적응형이며 "무손실에 가까운" 품질의 오디오 코덱인 aptX HD는 2009년 4월 발표되었다.
이 기업은 2009년 분사되었다. 방송 하드웨어 사업 부문은 Audemat에 인수되었으며 현재의 울드캐스트 시스템스의 일부가 되었고 라이선싱 사업은 APT 라이선싱이 되었으며 2010년 CSR plc에 인수되었다. aptX의 과거 이름은 apt-X였으나 2010년 CSR에 인수되면서 aptX가 되었다. CSR은 2015년 8월 퀄컴에 인수되었다.

## 같이 보기
- LDAC (코덱)
- LHDC, LLAC
- 손실 압축